# Vũng Tàu
Vũng Tàu là một phường thuộc Thành phố Hồ Chí Minh, Việt Nam. Đây là một trong 168 phường, xã và đặc khu mới ở Thành phố Hồ Chí Minh sau đợt sắp xếp vào năm 2025.

## Địa lý
Phường Vũng Tàu có ba mặt giáp biển, trong đó phía tây và phía bắc giáp với Vịnh Gành Rái, còn phía đông giáp với giáp với Biển Đông. Ngoài ra, phường Vũng Tàu còn giáp với phường Tam Thắng và xã Cần Giờ (đi qua vịnh là tới).
Theo Công văn số 2896/BNV-CQĐP ngày 27 tháng 5 năm 2025 của Bộ Nội vụ, phường Vũng Tàu sau sắp xếp có diện tích 16,86 km², dân số năm 2024 là 117.413 người, mật độ dân số đạt 6964 người/km² (số liệu thống kê tính đến ngày 31/12/2024 theo quy định tại Điều 6 Nghị quyết số 76/2025/UBTVQH15 ngày 14 tháng 4 năm 2025 của Ủy ban Thường vụ Quốc hội).

## Lịch sử
Ngày 16 tháng 6 năm 2025, Ủy ban Thường vụ Quốc hội ban hành Nghị quyết số 1685/NQ-UBTVQH15 về việc sắp xếp các đơn vị hành chính cấp xã của Thành phố Hồ Chí Minh năm 2025. Theo đó, toàn bộ diện tích tự nhiên, quy mô dân số của Phường 1, Phường 2, Phường 3, Phường 4, Phường 5, phường Thắng Nhì và phường Thắng Tam thuộc thành phố Vũng Tàu, tỉnh Bà Rịa – Vũng Tàu được hợp nhất thành phường mới có tên gọi là phường Vũng Tàu (khoản 102 Điều 1).
Trụ sở UBND phường Vũng Tàu được đặt tại trụ sở UBND TP. Vũng Tàu (cũ).

## Tên gọi
Trong đợt sắp xếp đơn vị hành chính cấp xã năm 2025, nhằm tưởng nhớ, tri ân các bậc tiền nhân có công khai phá, gìn giữ và bảo vệ vùng đất Bà Rịa - Vũng Tàu ngày nay, tỉnh Bà Rịa – Vũng Tàu đã lựa chọn tên gọi xã, phường mới gắn liền với địa danh du lịch nổi tiếng, mang yếu tố lịch sử văn hóa lâu đời, vùng đất cách mạng,... như Bà Rịa, Vũng Tàu, Đất Đỏ, Hồ Tràm,...
Phường Vũng Tàu bao trùm phần lớn khu vực trung tâm đô thị lâu đời của Thành phố Vũng Tàu cũ, gồm cả Bãi Trước, Bãi Dâu, Bãi Dứa, một phần Bãi Sau, khu Sao Mai Bến Đình, cũng như hai ngọn núi Núi Lớn và Núi Nhỏ, do đó được giữ tên của thành phố cũ.